# UCI World Tour 2016
Cet article concerne la compétition masculine. Pour la compétition féminine, voir UCI World Tour féminin 2016.
Navigation
Édition précédente Édition suivante
L'UCI World Tour 2016 est la sixième édition de l'UCI World Tour, le successeur du calendrier mondial et du ProTour. 27 des 28 épreuves de la dernière édition sont incluses dans cette compétition, l'épreuve du contre-la-montre par équipes n'étant plus au programme du calendrier.
Les 18 équipes qui ont une licence World Tour ont le droit, mais aussi le devoir de participer à toutes les courses de ce calendrier.

## Évolution du calendrier
Si les courses du calendrier sont les mêmes que l'édition précédente, plusieurs changements de date sont présents pour cette saison. En raison des Jeux olympiques de Rio, le Tour de Pologne a lieu en juillet (en même temps que le Tour de France) à la place du mois d'août. L'Eneco Tour est décalé du mois d'août au mois de septembre. Le Tour de Lombardie n'est plus la dernière épreuve, car les mondiaux sur route organisés au Qatar ont lieu en fin de saison en raison de la chaleur.

## Barème
L'UCI annonce le 24 décembre 2015, le lancement du nouveau classement mondial UCI en parallèle au classement World Tour. Ce classement ne se limite pas au statut des équipes et des coureurs et prend en compte l'ensemble du calendrier international, comme cela était le cas de 1984 à 2004.
Le barème des points du classement World Tour est différent selon les épreuves :
| Classement général  | 1er | 2e  | 3e  | 4e  | 5e  | 6e | 7e | 8e | 9e | 10e | 11e | 12e | 13e | 14e | 15e | 16e | 17e | 18e | 19e | 20e |
| ------------------- | --- | --- | --- | --- | --- | -- | -- | -- | -- | --- | --- | --- | --- | --- | --- | --- | --- | --- | --- | --- |
| Épreuve catégorie 1 | 200 | 150 | 120 | 110 | 100 | 90 | 80 | 70 | 60 | 50  | 40  | 30  | 24  | 20  | 16  | 12  | 10  | 8   | 6   | 4   |
| Épreuve catégorie 2 | 170 | 130 | 100 | 90  | 80  | 70 | 60 | 52 | 44 | 38  | 32  | 26  | 22  | 18  | 14  | 10  | 8   | 6   | 4   | 2   |
| Épreuve catégorie 3 | 100 | 80  | 70  | 60  | 50  | 40 | 30 | 20 | 10 | 4   | –   | –   | –   | –   | –   | –   | –   | –   | –   | –   |
| Épreuve catégorie 4 | 80  | 60  | 50  | 40  | 30  | 22 | 14 | 10 | 6  | 2   | –   | –   | –   | –   | –   | –   | –   | –   | –   | –   |

| Classement d'étape  | 1er | 2e | 3e | 4e | 5e |
| ------------------- | --- | -- | -- | -- | -- |
| Épreuve catégorie 1 | 20  | 10 | 6  | 4  | 2  |
| Épreuve catégorie 2 | 16  | 8  | 4  | 2  | 1  |
| Épreuve catégorie 3 | 6   | 4  | 2  | 1  | 1  |

Épreuve de catégorie 1 : Tour de France.

Épreuves de catégorie 2 : Tour d'Italie et Tour d'Espagne.

Épreuves de catégorie 3 : Tour Down Under, Paris-Nice, Tirreno-Adriatico, Milan-San Remo, Tour de Catalogne, Tour des Flandres, Tour du Pays basque, Paris-Roubaix, Liège-Bastogne-Liège, Tour de Romandie, Critérium du Dauphiné, Tour de Suisse, Tour de Pologne, Eneco Tour et Tour de Lombardie.

Épreuves de catégorie 4 : Grand Prix E3, Gand-Wevelgem, Amstel Gold Race, Flèche wallonne, Classique de Saint-Sébastien, EuroEyes Cyclassics, Grand Prix de Plouay, Grand Prix cycliste de Québec et Grand Prix cycliste de Montréal.
Outre un classement individuel, l'UCI World Tour 2016 comporte un classement par équipes et un classement par pays. Le classement par équipes est établi sur la base des points des cinq meilleurs coureurs de chaque équipe au classement individuel. Le classement par nation est obtenu en additionnant les points obtenus par les cinq premiers coureurs de chaque nation au classement individuel. En cas d'égalité, les équipes ou les nations sont départagées par la place de leur meilleur coureur au classement individuel.

## Équipes
La liste définitive des équipes avec une licence World Tour est dévoilé le 25 novembre 2015. Les 17 équipes de la saison précédente conservent leur licence, tandis que l'équipe sud-africaine Dimension Data obtient sa licence pour la première fois. C'est la première équipe africaine à bénéficier d'une licence World Tour.
| UCI WorldTeams en 2016 | UCI WorldTeams en 2016 | UCI WorldTeams en 2016 |
| Nom de l'équipe        | Pays                   | Code                   |
| ---------------------- | ---------------------- | ---------------------- |
| AG2R La Mondiale       | France                 | ALM                    |
| Astana                 | Kazakhstan             | AST                    |
| BMC Racing             | États-Unis             | BMC                    |
| Cannondale-Drapac      | États-Unis             | CDT                    |
| Dimension Data         | Afrique du Sud         | DDD                    |
| Etixx-Quick Step       | Belgique               | EQS                    |
| FDJ                    | France                 | FDJ                    |
| Giant-Alpecin          | Allemagne              | TGA                    |
| IAM                    | Suisse                 | IAM                    |
| Katusha                | Russie                 | KAT                    |
| Lampre-Merida          | Italie                 | LAM                    |
| Lotto NL-Jumbo         | Pays-Bas               | TLJ                    |
| Lotto-Soudal           | Belgique               | LTS                    |
| Movistar               | Espagne                | MOV                    |
| Orica-BikeExchange     | Australie              | OBE                    |
| Sky                    | Grande-Bretagne        | SKY                    |
| Tinkoff                | Russie                 | TNK                    |
| Trek-Segafredo         | États-Unis             | TFS                    |

## Wild cards
En plus des dix-sept équipes World Tour automatiquement invitées sur chaque course, les organisateurs peuvent distribuer des invitations aux équipes continentales professionnelles. Pour sélectionner les équipes, plusieurs critères peuvent rentrer en compte : par exemple les bons résultats globaux de l'équipe, la nationalité de l'équipe ou la présence d'un ou plusieurs coureurs ayant confirmé leur présence sur la course en cas d'invitation. De plus, selon plusieurs critères, une sélection nationale du pays où a lieu l'épreuve peut également être conviée.
- Légende :

| Équipe invitée |

| Équipes                      | TDU | P-N | T-A | MSR | CAT | E3 | G-W | FLA | BAS | P-R | AGR | F-W | LBL | ROM | ITA | DAU | SUI | FRA | POL | CSS | ESP | EUR | BRE | QUE | MON | ENE | LOM | Total |
| ---------------------------- | --- | --- | --- | --- | --- | -- | --- | --- | --- | --- | --- | --- | --- | --- | --- | --- | --- | --- | --- | --- | --- | --- | --- | --- | --- | --- | --- | ----- |
| Bora-Argon 18                |     |     |     |     |     |    |     |     |     |     |     |     |     |     |     |     |     |     |     |     |     |     |     |     |     |     |     | 11    |
| Stölting Service Group       |     |     |     |     |     |    |     |     |     |     |     |     |     |     |     |     |     |     |     |     |     |     |     |     |     |     |     | 3     |
| Drapac                       |     |     |     |     |     |    |     |     |     |     |     |     |     |     |     |     |     |     |     |     |     |     |     |     |     |     |     | 1     |
| UniSA-Australia              |     |     |     |     |     |    |     |     |     |     |     |     |     |     |     |     |     |     |     |     |     |     |     |     |     |     |     | 1     |
| Topsport Vlaanderen-Baloise  |     |     |     |     |     |    |     |     |     |     |     |     |     |     |     |     |     |     |     |     |     |     |     |     |     |     |     | 8     |
| Wanty-Groupe Gobert          |     |     |     |     |     |    |     |     |     |     |     |     |     |     |     |     |     |     |     |     |     |     |     |     |     |     |     | 11    |
| Sélection canadienne         |     |     |     |     |     |    |     |     |     |     |     |     |     |     |     |     |     |     |     |     |     |     |     |     |     |     |     | 2     |
| Caja Rural-Seguros RGA       |     |     |     |     |     |    |     |     |     |     |     |     |     |     |     |     |     |     |     |     |     |     |     |     |     |     |     | 5     |
| Novo Nordisk                 |     |     |     |     |     |    |     |     |     |     |     |     |     |     |     |     |     |     |     |     |     |     |     |     |     |     |     | 2     |
| Cofidis                      |     |     |     |     |     |    |     |     |     |     |     |     |     |     |     |     |     |     |     |     |     |     |     |     |     |     |     | 16    |
| Delko-Marseille Provence-KTM |     |     |     |     |     |    |     |     |     |     |     |     |     |     |     |     |     |     |     |     |     |     |     |     |     |     |     | 4     |
| Direct Énergie               |     |     |     |     |     |    |     |     |     |     |     |     |     |     |     |     |     |     |     |     |     |     |     |     |     |     |     | 12    |
| Fortuneo-Vital Concept       |     |     |     |     |     |    |     |     |     |     |     |     |     |     |     |     |     |     |     |     |     |     |     |     |     |     |     | 7     |
| ONE                          |     |     |     |     |     |    |     |     |     |     |     |     |     |     |     |     |     |     |     |     |     |     |     |     |     |     |     | 1     |
| Androni Giocattoli-Sidermec  |     |     |     |     |     |    |     |     |     |     |     |     |     |     |     |     |     |     |     |     |     |     |     |     |     |     |     | 3     |
| Bardiani CSF                 |     |     |     |     |     |    |     |     |     |     |     |     |     |     |     |     |     |     |     |     |     |     |     |     |     |     |     | 7     |
| Nippo-Vini Fantini           |     |     |     |     |     |    |     |     |     |     |     |     |     |     |     |     |     |     |     |     |     |     |     |     |     |     |     | 3     |
| Wilier Triestina-Southeast   |     |     |     |     |     |    |     |     |     |     |     |     |     |     |     |     |     |     |     |     |     |     |     |     |     |     |     | 5     |
| Roompot-Oranje Peloton       |     |     |     |     |     |    |     |     |     |     |     |     |     |     |     |     |     |     |     |     |     |     |     |     |     |     |     | 10    |
| CCC Sprandi Polkowice        |     |     |     |     |     |    |     |     |     |     |     |     |     |     |     |     |     |     |     |     |     |     |     |     |     |     |     | 10    |
| Verva ActiveJet              |     |     |     |     |     |    |     |     |     |     |     |     |     |     |     |     |     |     |     |     |     |     |     |     |     |     |     | 3     |
| Sélection polonaise          |     |     |     |     |     |    |     |     |     |     |     |     |     |     |     |     |     |     |     |     |     |     |     |     |     |     |     | 1     |
| Gazprom-RusVelo              |     |     |     |     |     |    |     |     |     |     |     |     |     |     |     |     |     |     |     |     |     |     |     |     |     |     |     | 3     |
| Roth                         |     |     |     |     |     |    |     |     |     |     |     |     |     |     |     |     |     |     |     |     |     |     |     |     |     |     |     | 2     |
| Wild cards                   | 2   | 4   | 5   | 7   | 6   | 7  | 7   | 7   | 2   | 7   | 7   | 7   | 7   | 2   | 4   | 4   | 4   | 4   | 6   | 2   | 4   | 4   | 4   | 3   | 3   | 4   | 7   | 130   |

## Calendrier et résultats
| No | Date                 | Nom de l'épreuve                | Pays              | C | Vainqueur          | Classement individuel | Classement par équipes | Classement par pays |
| -- | -------------------- | ------------------------------- | ----------------- | - | ------------------ | --------------------- | ---------------------- | ------------------- |
| 1  | 19-24 janvier        | Tour Down Under                 | Australie         | 3 | Simon Gerrans      | Simon Gerrans         | Orica-GreenEDGE        | Australie           |
| 2  | 6-13 mars            | Paris-Nice                      | France            | 3 | Geraint Thomas     | Richie Porte          | Sky                    | Australie           |
| 3  | 9-15 mars            | Tirreno-Adriatico               | Italie            | 3 | Greg Van Avermaet  | Richie Porte          | BMC Racing             | Australie           |
| 4  | 19 mars              | Milan-San Remo                  | Italie            | 3 | Arnaud Démare      | Richie Porte          | Sky                    | Australie           |
| 6  | 25 mars              | Grand Prix E3                   | Belgique          | 4 | Michał Kwiatkowski | Richie Porte          | Sky                    | Australie           |
| 5  | 21-27 mars           | Tour de Catalogne               | Espagne           | 3 | Nairo Quintana     | Richie Porte          | Sky                    | Australie           |
| 7  | 27 mars              | Gand-Wevelgem                   | Belgique          | 4 | Peter Sagan        | Peter Sagan           | Tinkoff                | Australie           |
| 8  | 3 avril              | Tour des Flandres               | Belgique          | 3 | Peter Sagan        | Peter Sagan           | Tinkoff                | Australie           |
| 9  | 4-9 avril            | Tour du Pays basque             | Espagne           | 3 | Alberto Contador   | Peter Sagan           | Tinkoff                | Espagne             |
| 10 | 10 avril             | Paris-Roubaix                   | France            | 3 | Mathew Hayman      | Peter Sagan           | Tinkoff                | Australie           |
| 11 | 17 avril             | Amstel Gold Race                | Pays-Bas          | 4 | Enrico Gasparotto  | Peter Sagan           | Tinkoff                | Australie           |
| 12 | 20 avril             | Flèche wallonne                 | Belgique          | 4 | Alejandro Valverde | Peter Sagan           | Tinkoff                | Australie           |
| 13 | 24 avril             | Liège-Bastogne-Liège            | Belgique          | 3 | Wout Poels         | Peter Sagan           | Tinkoff                | Espagne             |
| 14 | 26 avril-1er mai     | Tour de Romandie                | Suisse            | 3 | Nairo Quintana     | Peter Sagan           | Tinkoff                | Espagne             |
| 15 | 6-29 mai             | Tour d'Italie                   | Italie            | 2 | Vincenzo Nibali    | Peter Sagan           | Tinkoff                | Espagne             |
| 16 | 5-12 juin            | Critérium du Dauphiné           | France            | 3 | Christopher Froome | Alberto Contador      | Tinkoff                | Espagne             |
| 17 | 11-19 juin           | Tour de Suisse                  | Suisse            | 3 | Miguel Ángel López | Peter Sagan           | Tinkoff                | Espagne             |
| 19 | 12-18 juillet        | Tour de Pologne                 | Pologne           | 3 | Tim Wellens        | Peter Sagan           | Tinkoff                | Espagne             |
| 18 | 2-24 juillet         | Tour de France                  | France            | 1 | Christopher Froome | Peter Sagan           | Movistar               | Espagne             |
| 20 | 30 juillet           | Classique de Saint-Sébastien    | Espagne           | 4 | Bauke Mollema      | Peter Sagan           | Movistar               | Espagne             |
| 22 | 21 août              | EuroEyes Cyclassics             | Allemagne         | 4 | Caleb Ewan         | Peter Sagan           | Movistar               | Espagne             |
| 23 | 28 août              | Bretagne Classic                | France            | 4 | Oliver Naesen      | Peter Sagan           | Movistar               | Espagne             |
| 24 | 9 septembre          | Grand Prix cycliste de Québec   | Canada            | 4 | Peter Sagan        | Peter Sagan           | Movistar               | Espagne             |
| 21 | 20 août-11 septembre | Tour d'Espagne                  | Espagne           | 2 | Nairo Quintana     | Nairo Quintana        | Movistar               | Espagne             |
| 25 | 11 septembre         | Grand Prix cycliste de Montréal | Canada            | 4 | Greg Van Avermaet  | Nairo Quintana        | Movistar               | Espagne             |
| 26 | 19-25 septembre      | Eneco Tour                      | Pays-Bas Belgique | 3 | Niki Terpstra      | Peter Sagan           | Movistar               | Espagne             |
| 27 | 1er octobre          | Tour de Lombardie               | Italie            | 3 | Esteban Chaves     | Peter Sagan           | Movistar               | Espagne             |

## Classements finals

### Classement individuel
| Rang | Coureur            | Pays        | Équipe             | Points |
| ---- | ------------------ | ----------- | ------------------ | ------ |
| 1    | Peter Sagan        | Slovaquie   | Tinkoff            | 669    |
| 2    | Nairo Quintana     | Colombie    | Movistar           | 609    |
| 3    | Christopher Froome | Royaume-Uni | Sky                | 564    |
| 4    | Alejandro Valverde | Espagne     | Movistar           | 436    |
| 5    | Alberto Contador   | Espagne     | Tinkoff            | 428    |
| 6    | Greg Van Avermaet  | Belgique    | BMC Racing         | 420    |
| 7    | Richie Porte       | Australie   | BMC Racing         | 394    |
| 8    | Romain Bardet      | France      | AG2R La Mondiale   | 374    |
| 9    | Esteban Chaves     | Colombie    | Orica-BikeExchange | 351    |
| 10   | Daniel Martin      | Irlande     | Etixx-Quick Step   | 280    |
| 11   | Ion Izagirre       | Espagne     | Movistar           | 270    |
| 12   | Vincenzo Nibali    | Italie      | Astana             | 241    |
| 13   | Ilnur Zakarin      | Russie      | Katusha            | 239    |
| 14   | Sergio Henao       | Colombie    | Sky                | 234    |
| 15   | Alexander Kristoff | Norvège     | Katusha            | 229    |
| 16   | Joaquim Rodríguez  | Espagne     | Katusha            | 211    |
| 17   | Thibaut Pinot      | France      | FDJ                | 206    |
| 18   | Sep Vanmarcke      | Belgique    | Lotto NL-Jumbo     | 201    |
| 19   | Rui Costa          | Portugal    | Lampre-Merida      | 194    |
| 20   | Alberto Bettiol    | Italie      | Cannondale-Drapac  | 185    |

- 230 coureurs ont marqué au moins un point.

### Classement par pays
Le classement par pays est calculé en additionnant les points des 5 premiers coureurs de chaque pays au classement individuel.
| Rang | Pays            | Points | 5 meilleurs coureurs                                                                    |
| ---- | --------------- | ------ | --------------------------------------------------------------------------------------- |
| 1    | Espagne         | 1475   | Valverde (436), Contador (428), I. Izagirre (270), Rodríguez (211), S. Sánchez (130)    |
| 2    | Colombie        | 1446   | N. Quintana (609), Chaves (351), Ser. Henao (234), Uran (136), Pantano (115)            |
| 3    | Grande-Bretagne | 1050   | Froome (564), A. Yates (144), Thomas (121), Stannard (120), S. Yates (101)              |
| 4    | France          | 1024   | Bardet (374), Pinot (206), Démare (154), Alaphilippe (146), Barguil (144)               |
| 5    | Belgique        | 1003   | Van Avermaet (420), Vanmarcke (201), Naesen (162), Wellens (130), Roelandts (90),       |
| 6    | Australie       | 908    | Porte (394), Matthews (184), Gerrans (119), Ewan (111), Hayman (100)                    |
| 7    | Italie          | 773    | Nibali (241), Bettiol (185), Ulissi (129), Felline (108), Formolo (108)                 |
| 8    | Pays-Bas        | 683    | Mollema (160), T. Dumoulin (149), Poels (148), Kruijswijk (118), Terpstra (108)         |
| 9    | Slovaquie       | 669    | P. Sagan (669)                                                                          |
| 10   | Suisse          | 416    | Cancellara (176), Albasini (106), Reichenbach (84), Frank (39), Morabito (11)           |
| 11   | Norvège         | 343    | Kristoff (226), Boasson Hagen (79), Holst Enger (16), Hoelgaard (14), Stake Laengen (5) |
| 12   | Allemagne       | 339    | Degenkolb (98), Greipel (92), Kittel (81), Arndt (38), Sieberg (30)                     |
| 13   | Russie          | 336    | Zakarin (239), Kouznetsov (50), Lagutin (20), Silin (18), Tsatevitch (9)                |
| 14   | Irlande         | 286    | D. Martin (280), Roche (6)                                                              |
| 15   | États-Unis      | 280    | Talansky (132), van Garderen (104), Warbasse (30), Craddock (10), King (4)              |

- 35 pays sont classés.

### Classement par équipes
Ce classement est obtenu en additionnant les points des 5 premiers coureurs de chaque équipe au classement individuel.
| Rang | Équipe             | Points | 5 meilleurs coureurs                                                                |
| ---- | ------------------ | ------ | ----------------------------------------------------------------------------------- |
| 1    | Movistar           | 1471   | N. Quintana (609), Valverde (436), I. Izagirre (270), Fernández (88), Amador (68)   |
| 2    | Tinkoff            | 1361   | P. Sagan (669), Contador (428), Majka (110), Kreuziger (86), McCarthy (68)          |
| 3    | Sky                | 1187   | Froome (564), Ser. Henao (234), Poels (148), Thomas (121), Stannard (120)           |
| 4    | BMC Racing         | 1128   | Porte (394), Van Avermaet (420), S. Sánchez (130), van Garderen (104), Atapuma (80) |
| 5    | Orica-BikeExchange | 909    | Chaves (351), Matthews (184), A. Yates (144), Gerrans (119), Ewan (111)             |
| 6    | Katusha            | 789    | Zakarin (239), Kristoff (229), Rodríguez (211), Špilak (60), Kouznetsov (50)        |
| 7    | Etixx-Quick Step   | 775    | D. Martin (280), Jungels (149), Alaphilippe (146), Terpstra (108) Kittel (81),      |
| 8    | Cannondale         | 616    | Bettiol (185), Urán (136), Talansky (132), Formolo (108), Woods (54)                |
| 9    | Trek-Segafredo     | 565    | Cancellara (176), Mollema (160), Felline (108), Nizzolo (90), Stuyven (31)          |
| 10   | Astana             | 539    | Nibali (241), Rosa (110), M. López (109), Scarponi (43), Aru (36),                  |
| 11   | FDJ                | 516    | Pinot (206), Démare (153), Reichenbach (84), Roux (56), Geniez (16)                 |
| 12   | Lotto NL-Jumbo     | 506    | Vanmarcke (201), Kruijswijk (118), Kelderman (74), Bennett (40), Roglič (30)        |
| 13   | AG2R La Mondiale   | 482    | Bardet (374), Pozzovivo (32), Dupont (32), Péraud (22), Latour (22)                 |
| 14   | Lotto-Soudal       | 463    | Wellens (130), Greipel (92), Roelandts (90), Gallopin (85), Benoot (66)             |
| 15   | Lampre-Merida      | 442    | R. Costa (194), Ulissi (129), Meintjes (85), Modolo (18), Conti (16)                |
| 16   | Giant-Alpecin      | 435    | Barguil (145), T. Dumoulin (138), Degenkolb (98), Arndt (38), T. Ludvigsson (6)     |
| 17   | IAM                | 418    | Naesen (162), Pantano (115), Haussler (72), Frank (39), Warbasse (30)               |
| 18   | Dimension Data     | 283    | Cavendish (80), Boasson Hagen (72), Haas (53), Siutsou (40), Cummings (38)          |

## Victoires sur le World Tour
Ci-dessous les coureurs, équipes et pays ayant gagnés au moins une course sur l'édition 2016 du World Tour.
| #  | Coureur            | Équipe             | Vict. |
| -- | ------------------ | ------------------ | ----- |
| 1  | Peter Sagan        | Tinkoff            | 10    |
| 2  | Christopher Froome | Sky                | 8     |
| 3  | Nairo Quintana     | Movistar           | 5     |
| 4  | Nacer Bouhanni     | Cofidis            | 4     |
| 4  | Mark Cavendish     | Dimension Data     | 4     |
| 4  | Steve Cummings     | Dimension Data     | 4     |
| 4  | Marcel Kittel      | Etixx-Quick Step   | 4     |
| 4  | André Greipel      | Lotto-Soudal       | 4     |
| 4  | Greg Van Avermaet  | BMC Racing         | 4     |
| 4  | Tim Wellens        | Lotto-Soudal       | 4     |
| 11 | Alberto Contador   | Tinkoff            | 3     |
| 11 | Tom Dumoulin       | Giant-Alpecin      | 3     |
| 11 | Caleb Ewan         | Orica-BikeExchange | 3     |
| 11 | Fernando Gaviria   | Etixx-Quick Step   | 3     |
| 11 | Simon Gerrans      | Orica-BikeExchange | 3     |
| 11 | Ion Izagirre       | Movistar           | 3     |
| 11 | Michael Matthews   | Orica-BikeExchange | 3     |

| Suite du classement | Suite du classement  | Suite du classement    | Suite du classement |
| ------------------- | -------------------- | ---------------------- | ------------------- |
| #                   | Coureur              | Équipe                 | Vict.               |
| 18                  | Edvald Boasson Hagen | Dimension Data         | 2                   |
| 18                  | Gianluca Brambilla   | Etixx-Quick Step       | 2                   |
| 18                  | Fabian Cancellara    | Trek-Segafredo         | 2                   |
| 18                  | Esteban Chaves       | Orica-BikeExchange     | 2                   |
| 18                  | Magnus Cort Nielsen  | Orica-BikeExchange     | 2                   |
| 18                  | Thomas De Gendt      | Lotto-Soudal           | 2                   |
| 18                  | Arnaud Démare        | FDJ                    | 2                   |
| 18                  | Gianni Meersman      | Etixx-Quick Step       | 2                   |
| 18                  | Vincenzo Nibali      | Astana                 | 2                   |
| 18                  | Jarlinson Pantano    | IAM                    | 2                   |
| 18                  | Thibaut Pinot        | FDJ                    | 2                   |
| 18                  | Wout Poels           | Sky                    | 2                   |
| 18                  | Diego Ulissi         | Lampre-Merida          | 2                   |
| 18                  | Alejandro Valverde   | Movistar               | 2                   |
| 18                  | Ilnur Zakarin        | Katusha                | 2                   |
| 33                  | Michael Albasini     | Orica-BikeExchange     | 1                   |
| 33                  | Nikias Arndt         | Giant-Alpecin          | 1                   |
| 33                  | Fabio Aru            | Astana                 | 1                   |
| 33                  | Darwin Atapuma       | BMC Racing             | 1                   |
| 33                  | Romain Bardet        | AG2R La Mondiale       | 1                   |
| 33                  | Niccolò Bonifazio    | Trek-Segafredo         | 1                   |
| 33                  | Lilian Calmejane     | Direct Énergie         | 1                   |
| 33                  | Giulio Ciccone       | Bardiani-CSF           | 1                   |
| 33                  | Davide Cimolai       | Lampre-Merida          | 1                   |
| 33                  | Valerio Conti        | Lampre-Merida          | 1                   |
| 33                  | David de la Cruz     | Etixx-Quick Step       | 1                   |
| 33                  | Rohan Dennis         | BMC Racing             | 1                   |
| 33                  | Alex Dowsett         | Movistar               | 1                   |
| 33                  | Jean-Pierre Drucker  | BMC Racing             | 1                   |
| 33                  | Alexander Foliforov  | Gazprom-RusVelo        | 1                   |
| 33                  | Mathias Frank        | IAM                    | 1                   |
| 33                  | Enrico Gasparotto    | Wanty-Groupe Gobert    | 1                   |
| 33                  | Alexandre Geniez     | FDJ                    | 1                   |
| 33                  | Robert Gesink        | LottoNL-Jumbo          | 1                   |
| 33                  | Dylan Groenewegen    | LottoNL-Jumbo          | 1                   |
| 33                  | Mathew Hayman        | Orica-BikeExchange     | 1                   |
| 33                  | Jesús Herrada        | Movistar               | 1                   |
| 33                  | Jens Keukeleire      | Orica-BikeExchange     | 1                   |
| 33                  | Roger Kluge          | IAM                    | 1                   |
| 33                  | Michał Kwiatkowski   | Sky                    | 1                   |
| 33                  | Sergey Lagutin       | Katusha                | 1                   |
| 33                  | Mikel Landa          | Sky                    | 1                   |
| 33                  | Pierre-Roger Latour  | AG2R La Mondiale       | 1                   |
| 33                  | Miguel Angel Lopez   | Astana                 | 1                   |
| 33                  | Alexey Lutsenko      | Astana                 | 1                   |
| 33                  | Daniel Martin        | Etixx-Quick Step       | 1                   |
| 33                  | Davide Martinelli    | Etixx-Quick Step       | 1                   |
| 33                  | Jay McCarthy         | Tinkoff                | 1                   |
| 33                  | Bauke Mollema        | Trek-Segafredo         | 1                   |
| 33                  | Oliver Naesen        | IAM                    | 1                   |
| 33                  | Mikel Nieve          | Sky                    | 1                   |
| 33                  | Luka Pibernik        | Lampre-Merida          | 1                   |
| 33                  | Richie Porte         | BMC Racing             | 1                   |
| 33                  | Maximiliano Richeze  | Etixx-Quick Step       | 1                   |
| 33                  | Primož Roglič        | LottoNL-Jumbo          | 1                   |
| 33                  | Diego Rosa           | Astana                 | 1                   |
| 33                  | Luis Léon Sanchez    | Astana                 | 1                   |
| 33                  | Samuel Sanchez       | BMC Racing             | 1                   |
| 33                  | Zdeněk Štybar        | Etixx-Quick Step       | 1                   |
| 33                  | Rein Taaramäe        | Katusha                | 1                   |
| 33                  | Niki Terpstra        | Etixx-Quick Step       | 1                   |
| 33                  | Geraint Thomas       | Sky                    | 1                   |
| 33                  | Matteo Trentin       | Etixx-Quick Step       | 1                   |
| 33                  | Alexey Tsatevitch    | Katusha                | 1                   |
| 33                  | Tejay Van Garderen   | BMC Racing             | 1                   |
| 33                  | Jonas Van Genechten  | IAM                    | 1                   |
| 33                  | Pieter Weening       | Roompot-Oranje Peloton | 1                   |
| 33                  | Simon Yates          | Orica-BikeExchange     | 1                   |

| #  | Équipe                 | Vict. |
| -- | ---------------------- | ----- |
| 1  | Etixx-Quick Step       | 18    |
| 2  | Orica-BikeExchange     | 17    |
| 3  | Sky                    | 15    |
| 4  | Tinkoff                | 14    |
| 5  | BMC Racing             | 12    |
| 5  | Movistar               | 12    |
| 7  | Dimension Data         | 10    |
| 7  | Lotto-Soudal           | 10    |
| 9  | Astana                 | 7     |
| 10 | IAM                    | 6     |
| 11 | FDJ                    | 5     |
| 11 | Katusha                | 5     |
| 11 | Lampre-Merida          | 5     |
| 14 | Cofidis                | 4     |
| 14 | Giant-Alpecin          | 4     |
| 14 | Trek-Segafredo         | 4     |
| 17 | LottoNL-Jumbo          | 3     |
| 18 | AG2R la Mondiale       | 2     |
| 19 | Bardiani-CSF           | 1     |
| 19 | Direct Énergie         | 1     |
| 19 | Gazprom-RusVelo        | 1     |
| 19 | Roompot-Oranje Peloton | 1     |
| 19 | Wanty-Groupe Gobert    | 1     |

| #  | Pays            | Vict. |
| -- | --------------- | ----- |
| 1  | Grande-Bretagne | 20    |
| 2  | Italie          | 15    |
| 2  | Belgique        | 15    |
| 4  | Colombie        | 14    |
| 4  | Espagne         | 14    |
| 6  | Australie       | 13    |
| 7  | France          | 12    |
| 8  | Allemagne       | 10    |
| 8  | Pays-Bas        | 10    |
| 8  | Slovaquie       | 10    |
| 11 | Russie          | 5     |
| 12 | Suisse          | 4     |
| 13 | États-Unis      | 3     |
| 14 | Danemark        | 2     |
| 14 | Norvège         | 2     |
| 14 | Slovénie        | 2     |
| 17 | Argentine       | 1     |
| 17 | Estonie         | 1     |
| 17 | Irlande         | 1     |
| 17 | Kazakhstan      | 1     |
| 17 | Luxembourg      | 1     |
| 17 | Pologne         | 1     |
| 17 | Tchéquie        | 1     |